# Espinho

Vorlage:Infobox Município/Wartung/Webseite ist leer
Espinho ist eine portugiesische Stadt und Gemeinde an der Atlantikküste im Ballungsraum von Porto. Sie gehört zum Distrikt Aveiro, der Região Norte und der Subregion Grande Porto.

## Geschichte
Ende des 18. Jahrhunderts siedelten sich hier Fischer aus Furadouro (Kreis Ovar) an. Nachdem sie anfangs nur saisonal in leichten Hütten hier wohnten, um winters in ihre Heimatorte zurückzugehen, begannen einige, feste Behausungen zu errichten und dauerhaft hier ansässig zu werden. Ab Mitte des 19. Jahrhunderts wurde der Strand vermehrt von der entstehenden Bürgerschicht aus den aufkeimenden Industriezentren der weiteren Umgebung aufgesucht.
Mit Ankunft der Eisenbahn 1867 nahm die Entwicklung des Ortes einen rasanten Aufstieg. 1870 begann mit einem ersten Plan die städtebauliche Entwicklung von Espinho. Straßen wurden schachbrettartig angelegt, Spielbanken, Hotels und Ausflugslokale entstanden. Nach der Ernennung zur eigenständigen Gemeinde 1889, wurde Espinho 1899 zum eigenständigen Kreis, durch Gebietsabtretungen des Kreises von Santa Maria da Feira.

## Kultur und Sehenswürdigkeiten
Bekannt ist der Ort für seine weiten Sandstrände, für sein Casino, für sein lebendiges Nachtleben und seine Fischlokale. Radwege und Wanderwege sind angelegt, etwa der 14 km lange Wanderweg entlang der Küste von Espinho bis Vila Nova de Gaia. Vogelbeobachtung ist an der Lagune Lagoa de Paramos möglich. Weitere Bademöglichkeiten, zusätzlich zur Lagune und den Stränden, bietet das Freibad Piscina Solário Atlântico.
Zu den bedeutendsten Kultureinrichtungen der Stadt gehört das in einer ehemaligen Fabrik eingerichtete Kunst- und Kulturzentrum Fórum de Arte e Cultura de Espinho (FACE), das ein Auditorium und verschiedene Galerien mit wechselnden Ausstellungen bietet, und in dem auch das städtische Museum (Museu Municipal) untergebracht ist. Das Centro Multimeios ist ein Planetarium, aber auch Kongress- und Kulturzentrum. Seit 1977 findet hier das Cinamina – Festival Internacional de Cinema de Animação de Espinho statt, ein Filmfestival für Animationsfilme. In der Academia de Música findet alljährlich ein Festival der Klassischen Musik statt.
Seit 1984 findet in Espinho ein großer Wochenmarkt - der „Feira Semanal de Espinho“ - statt. Zunächst wurde er zwei Mal pro Monat veranstaltet, inzwischen an jedem Montag außerhalb der Ferienzeit. Lokale Händler offerieren dort Fleisch und Fisch, Obst und Gemüse, sowie Non-Food-Artikel verschiedenster Art.

## Sport
Der wichtigste Sportverein des Kreises ist der SC Espinho, dessen Fußballabteilung 2005 aus der zweiten Liga (Liga de Honra) abstieg und aktuell in der dritten Liga spielt. Seine Volleyballmannschaft gewann 2001 den Europapokal und wurde 2002 Zweiter. Auch Hallenfußball (Futsal), Handball, Schwimmen, Leichtathletik und andere Sportarten werden im Verein betrieben.
Der Strand von Espinho war wiederholt Austragungsort von Beachvolleyballturnieren der FIVB World Tour sowie einer Beachvolleyball-Europameisterschaft. Im Sommer 2015 fand dort außerdem die FIFA-Beachsoccer-Weltmeisterschaft statt.
1932 wurde im Casino von Espinho die Freie-Partie-Weltmeisterschaft ausgetragen. Es war die erste WM im Billardsport, die in Portugal stattfand.

Panoramabild der Strandküste von Espinho

## Verwaltung

### Kreis
Espinho ist die Kreisstadt eines gleichnamigen Kreises (município) mit einer Fläche von 21,1 km² und 31.043 Einwohnern (Stand 19. April 2021). Der Kreis, der der Fläche nach der viertkleinste Portugals ist, grenzt im Norden an Vila Nova de Gaia, im Osten an Santa Maria da Feira, im Süden an Ovar und im Westen an den Atlantik. Er ist in vier Gemeinden (freguesias) gegliedert:

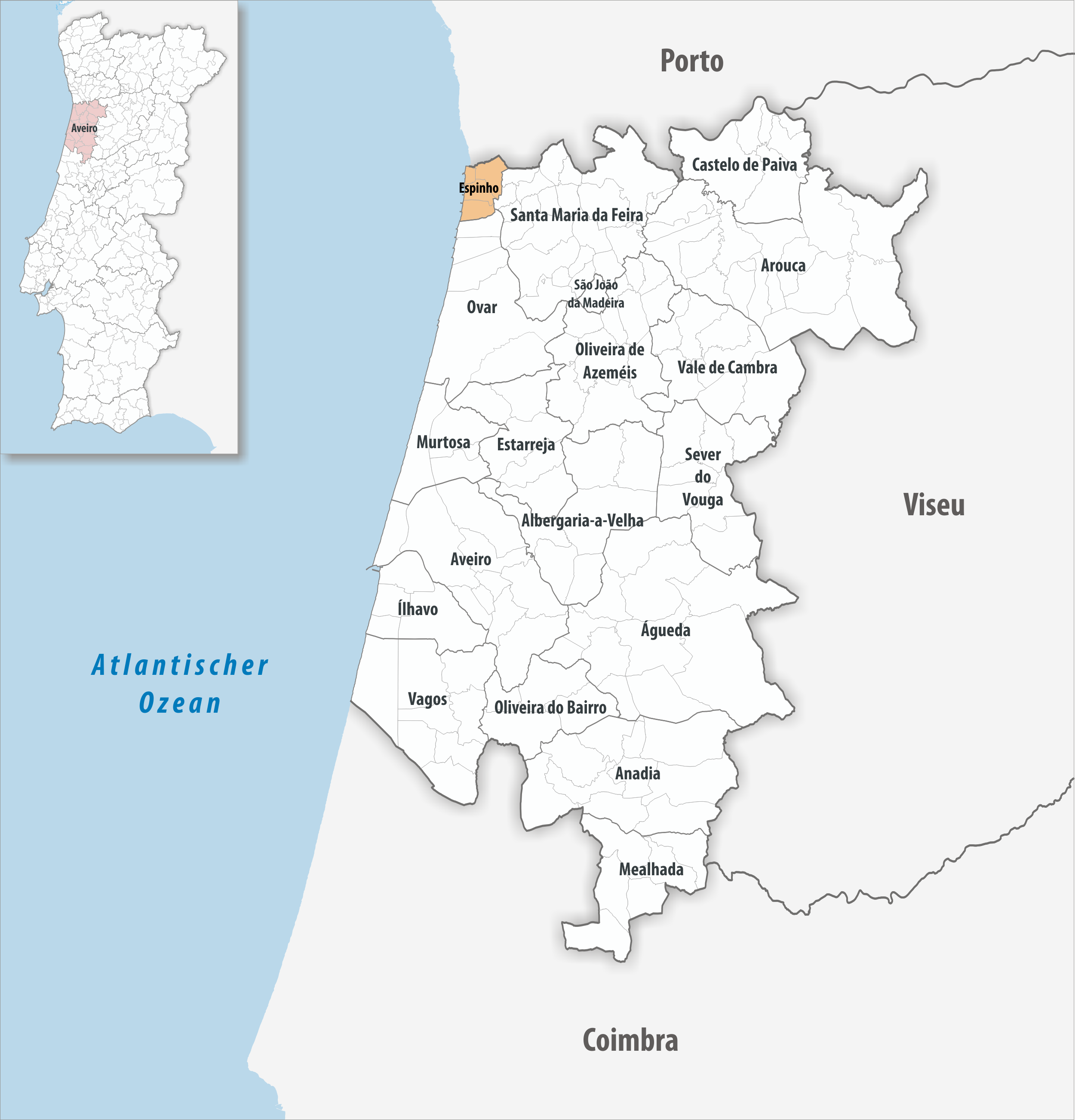
Kreis Espinho

| Gemeinde      | Einwohner (2021) | Fläche km² | Dichte Einw./km² | LAU- Code |
| ------------- | ---------------- | ---------- | ---------------- | --------- |
| Anta e Guetim | 11.376           | 7,96       | 1.428            | 010706    |
| Espinho       | 10.432           | 1,77       | 5.906            | 010702    |
| Paramos       | 3.127            | 5,87       | 533              | 010704    |
| Silvalde      | 6.108            | 5,45       | 1.120            | 010705    |
| Kreis Espinho | 31.043           | 21,05      | 1.475            | 0107      |

### Bevölkerungsentwicklung
| 1900 | 1930   | 1960   | 1981   | 1991   | 2001   | 2011   |
| 3691 | 11.736 | 23.084 | 32.409 | 34.956 | 33.701 | 31.786 |

### Kommunaler Feiertag
- 16. Juni

### Städtepartnerschaften
- Frankreich: Brunoy
- Mosambik: Beira
- Kap Verde: São Filipe
- Brasilien: Limoeiro do Norte (Bundesstaat Ceará)[12]

## Verkehr

### Bahnverkehr
Espinho wird in Nord-Süd-Richtung von der Eisenbahnstrecke Linha do Norte durchquert, die seit 2008 auf einem rund 1 km langen Stück im Inneren der Stadt unterirdisch verläuft. Auf der Strecke verkehren Fern- und Regionalverkehr der portugiesischen Bahn, die Linha de Aveiro der Vorortbahn von Porto sowie Güterzüge. Der ebenfalls 2008 fertiggestellte unterirdische Bahnhof Espinho ist mit Ausnahme einiger Schnellzüge Haltepunkt aller Personenzüge.

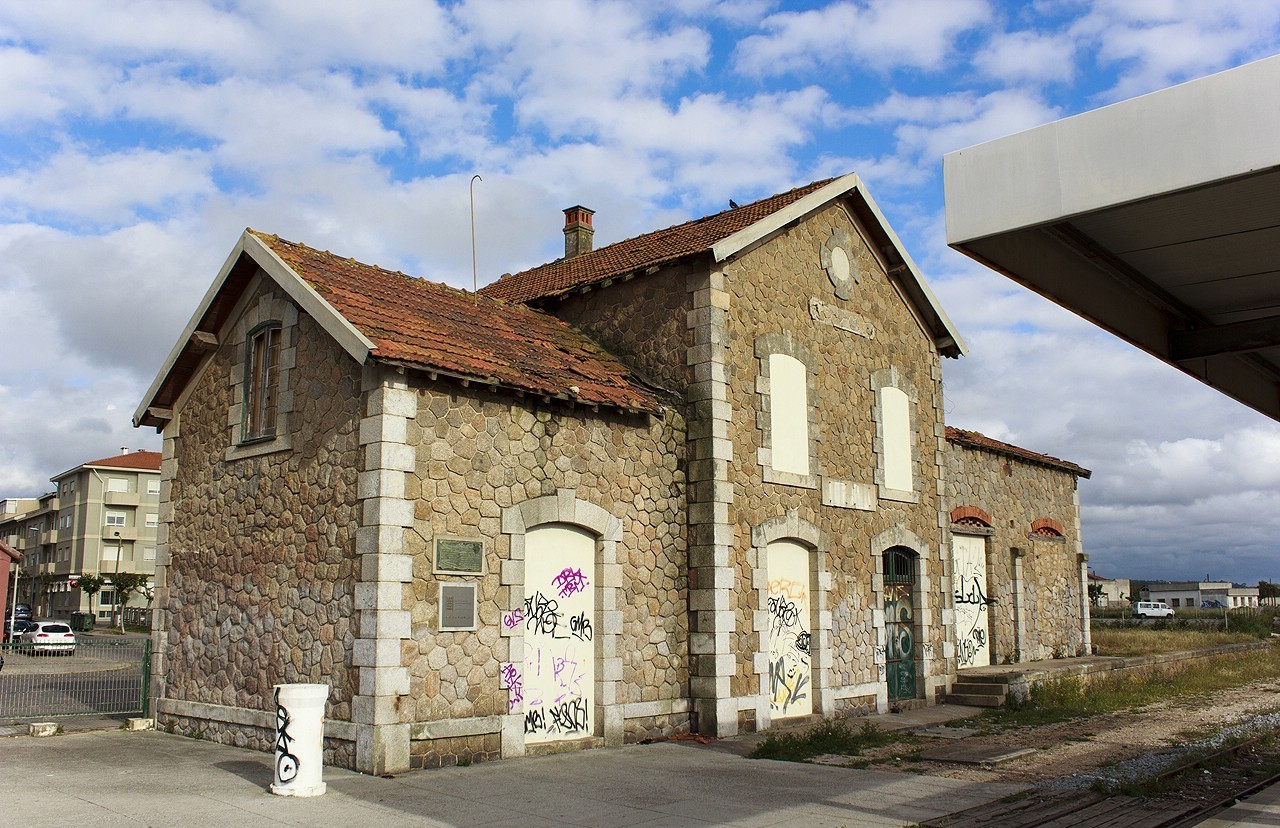
Das Bahnhofsgebäude Espinho (Vouga)

Am südlichen Ende der Stadt liegt der Bahnhof Espinho (Vouga), der Startpunkt der Linha do Vouga ist.

### Straßenverkehr
Espinho ist über seine Anschlüsse an die A1, A29 und die A41 in das Autobahnnetz des Landes integriert.

### Flugverkehr
Espinho ist auch der Namensgeber eines Flugplatzes im 3 km südlicheren Ort Paramos. Dieser wird nicht von regulären Linienflugzeugen angeflogen und nur als Privat- und Sportflugplatz genutzt.
Der nächste internationale Flughafen ist der etwa 40 km nördlich gelegene Flughafen Porto.

## Söhne und Töchter der Stadt
- Dino Meira (1940–1993), Sänger
- Fernando Rebelo (1943–2014), Geograph
- Maria Emília Correia (* 1947), Schauspielerin und Theaterregisseurin
- António Leitão (1960–2012), olympischer Leichtathlet
- Vítor Pereira (* 1968), Fußballspieler und -trainer
- Fernando Couto (* 1969), Fußballspieler
- João Carlos Brenha Alves Pereira (* 1970), Volleyballspieler
- Liliana Neves (* 1977), Fernsehmoderatorin
- Ricardo Azevedo (* 1977), Popsänger
- Filipe Miguel Maganinho Gonçalves (* 1984), Fußballspieler
- Leonardo Tavares (* 1984), Tennisspieler
- Ivan Manuel Amorim dos Santos (* 1988), Fußballspieler
- Tiago Morais (* 2003), Fußballspieler